# (7857) Lagerros
(7857) Lagerros (1978 QC3) – planetoida z pasa głównego asteroid okrążająca Słońce w ciągu 4,8 lat w średniej odległości 2,85 j.a. Odkryta 22 sierpnia 1978 roku.